# Jürgen Walbeck
Jürgen Walbeck (* 8. April 1948) ist ein ehemaliger deutscher Fußballspieler.

## Karriere
Walbeck stand bei Alemannia Aachen unter Vertrag. In dieser Zeit kam er zu zwei Einsätzen in der Bundesliga. In der Saison 1969/70 absolvierte er an den beiden letzten Spieltagen seine Spiele. Aachen stand bereits auf dem 18. und damit letzten Tabellenplatz und der Abstieg war besiegelt. Bei seinem Debüt am 33. Spieltag wurde er bei der 1:4-Niederlage beim Auswärtsspiel gegen Werder Bremen in der 59. Spielminute für Karl-Heinz Sell eingewechselt. Am letzten Spieltag wurde er in der 73. Minute für Rolf Pawellek, beim 3:2 gegen den MSV Duisburg eingewechselt. Es blieben die einzigen Minuten für Walbeck im Profifußball.